# Eddie Money
Eddie Money, geboren als Edward Joseph Mahoney, (New York, 21 maart 1949 – Los Angeles, 13 september 2019) was een Amerikaanse rockzanger.

## Carrière
Tijdens de vroege jaren 1970 bezocht hij de New York Police Academy om net als zijn vader politieambtenaar te worden. Spoedig ontdekte hij echter zijn talent als zanger en tekende hij in 1976 een platencontract bij CBS Records. Hij vestigde zich in Berkeley. Zijn album Eddie Money bevatte onder andere het nummer Two Tickets to Paradise, waarmee hij zich plaatste in de Billboard Hot 100 (#22). Tijdens het daaropvolgende jaar lukte het met Baby Hold On (#11). Zijn bekendste song Take Me Home Tonight (1986), die hij samen opnam met Ronnie Spector van The Ronettes, verscheen echter pas 10 jaar later in de Billboard Hot 100 (#4). 
In Nederland werd deze plaat een radiohit doordat deze in de winter van 1986-1987 door Adam Curry en Jeroen van Inkel veel werd gedraaid in hun razend populaire radioprogramma Curry en Van Inkel op de vrijdagavond bij Veronica op Radio 3. De plaat bereikte echter de Nederlandse Top 40 niet, maar bleef 7 weken steken in de Tipparade. De plaat bereikte begin 1987 wél de 43e positie in de Nationale Hitparade Top 100 op de TROS donderdag op Radio 3 en stond 2 weken in de publieke hitlijst genoteerd.  
Zijn laatste hit was Peace in Our Time (1989). De albums van 1991 en 1992 werden min of meer door het grote publiek genegeerd en Columbia Records beëindigde derhalve het contract. Desondanks bracht hij in 1999 het album Ready Eddie uit.
In 2007 presenteerde hij met het album Wanna Go Back een hommage aan de jaren 1960-rock, toen hij als 15-jarige nog onder zijn echte naam Eddie Mahoney met zijn band The Grapes of Wrath door het land toerde. Met dit nostalgische programma reisde hij met de Eddie Money Band in 2007 door de Verenigde Staten. Hij zong meermaals zijn oude hit Take Me Home Tonight met zijn dochter Jessica.
In de aflevering Eddie Money van de sitcom The King of Queens speelde hij zichzelf in een gastrol. Daarbij zong hij zijn songs Shakin' en Save a little Room in your Heart for me live. De song Two Tickets to Paradise was in deze samenhang ook enkele keren te horen en verbindt zich met het verhaal van de aflevering. Een verder gastoptreden had hij in 2018 in een aflevering van de Netflix-serie The Kominsky Method, waarin hij zichzelf speelt.

## Overlijden
In augustus 2019 maakte hij bekend kanker te hebben en niet lang meer te leven. Een maand later overleed hij thuis in Los Angeles op 70-jarige leeftijd.

## Discografie

### Singles
- 1986: Take Me Home Tonight

### Albums
- 1977: Eddie Money
- 1978: Life for the Taking
- 1980: Playing for Keeps
- 1982: No Control
- 1983: Where’s the Party
- 1986: Can't Hold Back
- 1988: Nothing to Lose
- 1989: Greatest Hits: The Sound of Money
- 1991: Right Here
- 1992: Unplug It In (akoestische ep)
- 1995: Love and Money
- 1996: Good as Gold
- 1997: Super Hits
- 1997: Shakin' with the Money Man (live)
- 1998: Greatest Hits Live: The Encore Collection
- 1999: Ready Eddie
- 2000: Complete Eddie Money Live
- 2001: The Best of Eddie Money
- 2003: The Essential Eddie Money
- 2003: Let's Rock & Roll The Place
- 2003: Then & Now
- 2004: Collections
- 2006: VH1: We Are The '80s
- 2007: Wanna Go Back
- 2007: Take Me Home Tonight

### NPO Radio 2 Top 2000
Van Eddie Money stond alleen Baby Hold On in 2000 in de NPO Radio 2 Top 2000, op plek 1919.
- Bibliothèque nationale de France: cb139761934 (data)
- Gemeinsame Normdatei: 13446530X
- International Standard Name Identifier: 0000 0000 7363 9914
- Library of Congress Control Number: n91110977
- MusicBrainz: 0e990816-cb3e-4930-a2eb-77909e42cd66
- Virtual International Authority File: 7582121
- WorldCat: E39PBJfWXG8P67kRY6PhDykbh3